# 五窮六絕七上吊
五窮六絕七上吊是台灣經營資訊硬體產業十多年的觀察經驗，不過一般只講「五窮六絕」，很少提及「七上吊」。此句話的意思是：一年十二月份中，資訊硬體的產製、代工訂單營收等方面，在五月、六月時會達最低迷，也就是淡月、小月、淡季之意。而相對的大月則是在十二月，主要是聖誕節行情。
另有傳言，正因為五月、六月會是資訊硬體產業最低迷的月份，為了刺激產業行情，因此才會舉辦台北國際電腦展覽會；每年十一月在拉斯維加斯舉行的COMDEX，是因為十一月是拉斯維加斯一年當中最淡的月份，所以用來舉行電腦展。

## 參看
- 五窮六絕七翻身